# Cartigny, Somme
Cartigny är en kommun i departementet Somme i regionen Hauts-de-France i norra Frankrike. Kommunen ligger i kantonen Péronne som tillhör arrondissementet Péronne. År 2022 hade Cartigny 690 invånare.

## Befolkningsutveckling
Antalet invånare i kommunen Cartigny
| Referens: INSEE |